# Night Thoughts
Night Thoughts è il settimo album in studio del gruppo alternative rock inglese Suede, pubblicato nel gennaio 2016.

## Tracce
1. When You Are Young (Brett Anderson, Neil Codling) – 4:18
2. Outsiders (Anderson, Codling) – 3:53
3. No Tomorrow (Anderson, Richard Oakes) – 3:51
4. Pale Snow (Anderson, Oakes, Codling) – 2:42
5. I Don't Know How to Reach You (Anderson, Oakes, Codling) – 6:12
6. What I'm Trying to Tell You (Anderson, Oakes, Codling) – 4:11
7. Tightrope (Anderson, Codling) – 3:51
8. Learning to Be (Anderson, Oakes) – 3:21
9. Like Kids (Anderson, Oakes) – 3:36
10. I Can't Give Her What She Wants (Anderson, Oakes) – 4:45
11. When You Were Young (Anderson, Codling) – 2:19
12. The Fur & the Feathers (Anderson, Oakes, Codling) – 4:40

## Formazione

### Gruppo
- Brett Anderson – voce
- Mat Osman – basso
- Simon Gilbert – batteria, percussioni
- Richard Oakes – chitarra
- Neil Codling – piano, sintetizzatore, chitarra, cori

### Altri crediti
- Ed Buller – produzione
- Andy Hughes – ingegneria
- Paul-Edouard Laurendeau – produzione
- Cenzo Townsend – missaggio
- Tony Cousins – mastering